# Gantian
Gantian (kinesiska: 甘田, 甘田乡) är en socken i Kina. Den ligger i provinsen Hunan, i den södra delen av landet, omkring 120 kilometer norr om provinshuvudstaden Changsha. Antalet invånare är 15433. Befolkningen består av 7 362 kvinnor och 8 071 män. Barn under 15 år utgör 15,0 %, vuxna 15-64 år 73 %, och äldre över 65 år 11,0 %.
Genomsnittlig årsnederbörd är 1 793 millimeter. Den regnigaste månaden är maj, med i genomsnitt 260 mm nederbörd, och den torraste är januari, med 49 mm nederbörd.